# 切列梅萨皮卡
切列梅萨皮卡（義大利語：Ceglie Messapica），是意大利布林迪西省的一个市镇。总面积130平方公里，人口20671人，人口密度159.0人/平方公里（2009年）。ISTAT代码为074003。